# Giovanni Deodato
Giovanni Deodato (Messina, 3 dicembre 1933 – Milano, 24 agosto 2021) è stato un politico italiano.